# Better Than This (canción de Keane)
"Better Than This" es el cuarto sencillo de Perfect Symmetry, tercer disco de Keane. Se anunció que este sería el próximo sencillo vía correo electrónico a todos los fanes registrados en su web oficial, keanemusic.com.
El sencillo salió a la venta el 16 de marzo de 2009, en formato 7-inch (con unas gafas 3D para ver un concierto en vivo transmitido por Keanemusic.com en 3D) y para descarga digital.
El tema fue compuesto por Tim Rice-Oxley (principal compositor), Tom Chaplin y Richard Hughes.

## Lista de canciones

### 7-inch
- Better Than This (Radio Edit)
- Better Than This (Stuart Price Remix)

### EP digital
- Better Than This (Radio Edit)
- Better Than This (Stuart Price Remix)
- Better Than This (Tom Neville Remix)
- Better Than This (Sketch Iz Dead Remix)

## Artwork y video
El 5 de marzo fue confirmado el artwork del sencillo en la página oficial, al igual que confirmaron que se podía pre-ordenar en internet.
"Better Than This" tiene un video oficial usado simplemente para promoción. El video está grabado durante los ensayos de un concierto en Dublín. El video se usó solo para promoción en Internet y puede verse en el canal de YouTube de Island Records.